# برانکو یوویچیچ
برانکو یوویچیچ (صربی: Branko Jovičić؛ زادهٔ ۱۸ مارس ۱۹۹۳) بازیکن فوتبال اهل صربستان است.
از باشگاه‌هایی که در آن بازی کرده‌است می‌توان به باشگاه فوتبال آمکار پرم اشاره کرد.
وی همچنین در تیم ملی فوتبال صربستان بازی کرده‌است.